# فرودگاه بین‌المللی دوالا
فرودگاه بین‌المللی دوالا (به انگلیسی: Douala International Airport) (به زبان بومی: Aéroport international de Douala) یک فرودگاه همگانی و نظامی با کد یاتا DLA است که یک باند فرود آسفالت دارد و طول باند آن ۲۸۵۳ متر است. این فرودگاه در کشور کامرون قرار دارد و در ارتفاع ۱۰ متری از سطح دریا واقع شده‌است.

## شرکت‌های هواپیمایی و مقصدهای پروازی

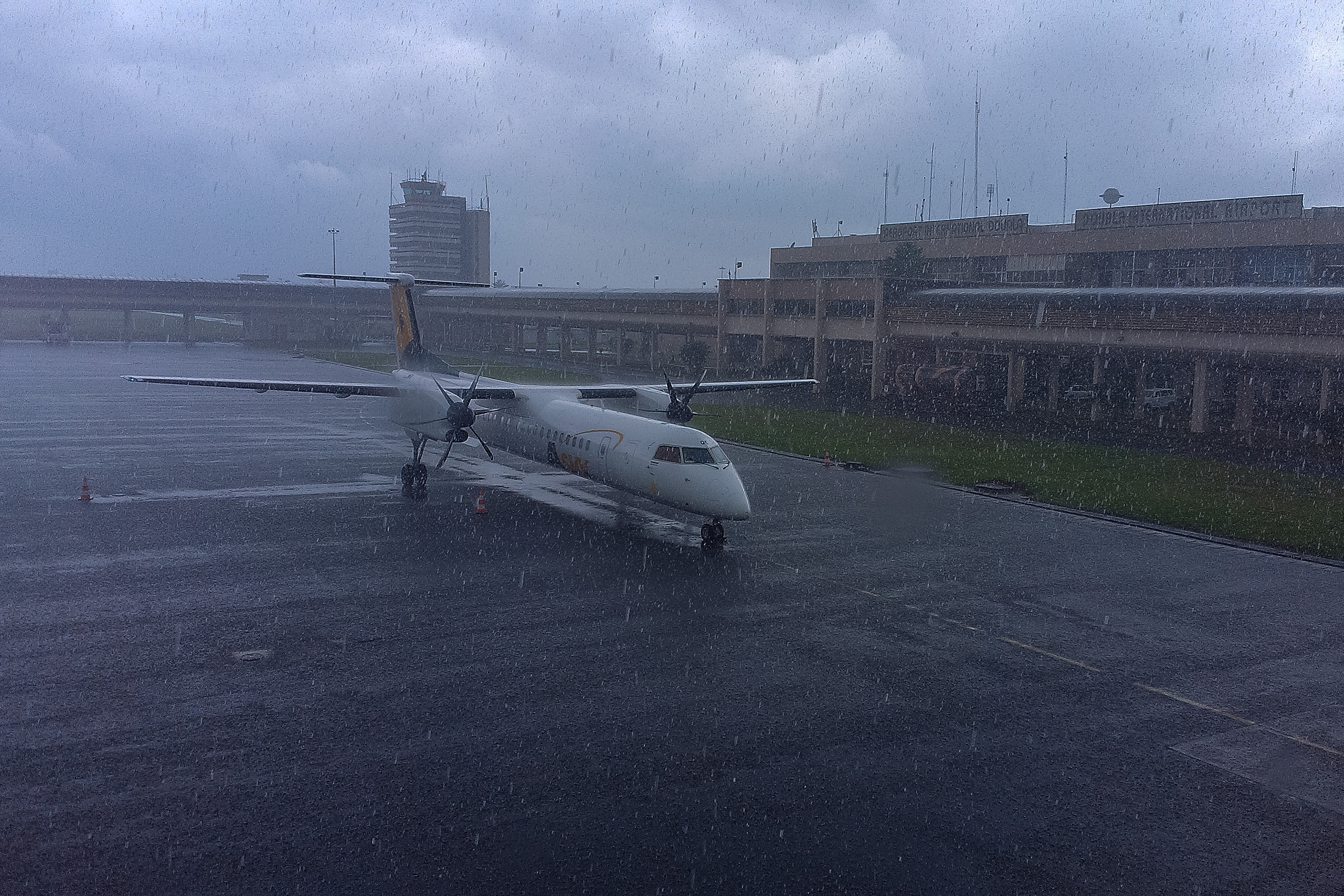
Asky airlines at Douala, 2013

### مسافری
| شرکت‌های هواپیمایی       | مقصدهای پروازی |
| ----------------------- | --- |
| آفریکا کانکشن اس‌تی‌پی    | سائوتومه |
| ایر ساحل عاج            | پورت بوئت، بانگوئی ام‌پوکو، انجامنا                                                                                           |
| ایر فرانس               | مالابو، شارل دوگل پاریس |
| آریک ایر                | کژیون، ان دیلی، مرتلا محمد                                                                                                   |
| ASKY Airlines           | بانگوئی ام‌پوکو، مرتلا محمد، لیبرویله، لومه-توکین، انجامنا                                                                    |
| بروکسل ایرلاینز         | بروکسل |
| کام‌ایر-کو               | پورت بوئت، مایا-مایا، Bafoussam، کژیون، گاروا، ان دیلی، لیبرویله، مالابو، سالک، انجامنا، نگااوندره، شارل دوگل پاریس، یائونده |
| CEIBA Intercontinental  | باتا، کژیون، لیبرویله، مالابو، انجامنا                                                                                       |
| Cronos Airlines         | باتا، مالابو |
| هواپیمایی اتیوپی        | بوول، مالابو |
| کنیا ایرویز             | بانگوئی ام‌پوکو، جومو کنیاتا                                                                                                  |
| هواپیمایی پادشاهی مراکش | محمد پنجم |
| رواندایر                | کیگالی، لیبرویله |
| هواپیمایی آفریقای جنوبی | اولیور تامبو، لیبرویله |
| تاگ آنگولا ایرلاینز     | مایا-مایا |
| ترنس ایر کنگو           | لیبرویله، پوانت نوار |
| ترکیش ایرلاینز          | آتاترک |

### باری
| شرکت‌های هواپیمایی | مقصدهای پروازی                   |
| ----------------- | -------------------------------- |
| Allied Air        | لاگوس، لیژ، نایروبی، پوینته نویر |
| Sky Gabon         | لیبرویله                         |